# Aimée Dalmores

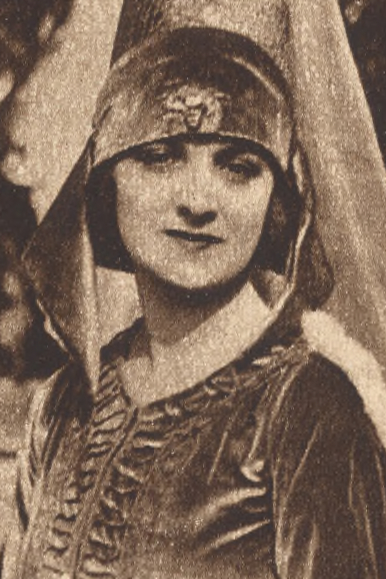
Aimée Dalmores, en una publicación de 1917.

Aimée Dalmores (11 de febrero de 1890-22 de enero de 1920), nacida Aimée Cerruti, fue una actriz estadounidense nacida en Italia que trabajó en teatros musicales y en películas mudas.

## Primeros años
Aimée Dalmores nació en Salerno, con el apellido Cerruti, "de filiación napolitana". Ella emigró a Estados Unidos con su familia a la edad de cinco años. Regresó a Europa para estudiar arte en París.
En 1920, los padres de Cerruti vivían en el 309 East 144th Street en el Bronx. James J. Cerruti, también en esa dirección, fue taquígrafo y mecanógrafo del New York Department of Public Charities en 1916 y 1917. James J. Cerruti era su hermano; hizo carrera en el Army Signal Corps y más tarde se convirtió en artista; recordó a sus padres inmigrantes italianos y su hogar en el Bronx, y a su hermana "que se escapó para ser actriz".

## Carrera
Las apariciones en Broadway de Dalmores incluyen Dancing Around (1914-1915), Josephine (1918), y The Master (1918). Otros créditos teatrales incluyen Taking Chances (1915), The Unchastened Woman (1916), Peace and Quiet (1916), la obra corta de Anna Cora Mowatt Fashion (1917), y Fifth Avenue (1917). Ella estaba en el elenco de The French Episode (1917), dirigido por Ben Ali Haggin, parte de un desfile presentado en Long Island, a beneficio de la Cruz Roja Americana durante la Primera Guerra Mundial. En 1918 fue la actriz principal de la compañía de Robins Stock en Toronto, donde protagonizó Broken Threads. Sus papeles cinematográficos fueron en películas mudas de 1917, Scandal, protagonizada por Constance Talmadge, The On-the-Square Girl, escrita por Ouida Bergère, y Madame Fifi.
Dalmores consideraba que los trajes bonitos eran una "maldición" en su profesión, porque distraían al público de su actuación. "Si consigo llegar al punto en que el público diga "¿No actúa bien?" en lugar de "¿No es bonito su vestido?". sentiré que he conseguido algo", declaró a un periódico en 1918.

## Vida personal
Dalmores murió en la ciudad de Nueva York, debido a la gripe española, en 1920, y le sobrevivieron sus padres. Su funeral fue celebrado en el Church of Our Lady of Mount Carmel en el Bronx.